# Archeria comberi
Archeria comberi är en ljungväxtart som beskrevs av Ronald Melville. Archeria comberi ingår i släktet Archeria och familjen ljungväxter. Inga underarter finns listade i Catalogue of Life.